# Le Orme Studio Collection 1970-1980
La Studio Collection 1970-1980 delle Orme è una delle più rappresentative antologie del gruppo veneto. Esce nel 2005 e ripropone i passi fondamentali della storia del complesso in due compact disc con registrazioni rimasterizzate.

## Descrizione
A differenza della precedente Antologia 1970-1980 (i cui brani si ritrovano tutti in questo doppio CD), si tratta di una raccolta compilata personalmente dagli artisti. Una particolarità della copiosa selezione consiste nel fatto che i pezzi sono stati disposti in ordine rigorosamente cronologico e che, fatta eccezione per il brano Il treno, la loro successione ricalca esattamente quella degli album originali.
La lista delle tracce si apre con il poco noto singolo Il profumo delle viole/I ricordi più belli, prima pubblicazione del gruppo con l'etichetta Philips: si tratta di due canzoni precedentemente uscite solo su 45 giri. Del primo e del secondo album, Collage e Uomo di pezza, si ripropongono cinque pezzi su sette ciascuno.
Come il primo compact disc, anche il secondo inizia con un brano inedito su CD, Sera. Vengono proposti tre pezzi per ciascuno degli album usciti a partire dal 1975, includendo anche il fortunato singolo Canzone d’amore/È finita una stagione. Con le tre canzoni dell'album Piccola rapsodia dell'ape, l'ultimo della serie pubblicata in collaborazione con l'etichetta Philips, l'antologia si conclude rendendo omaggio al prematurmanente scomparso Germano Serafin, autore di diversi brani di quel disco; il brano Piccola rapsodia dell'ape, pur essendo uscito su 45 giri non è, a differenza degli altri singoli, inserito nella raccolta.
Il libretto non riporta i testi delle canzoni, ma riproduce le copertine originali di tutti i dischi; è corredato da numerose note discografiche e da alcune foto inedite.

## Tracce
CD1
1. Il profumo delle viole – 2:29 (Pagliuca-Tagliapietra)
2. I ricordi più belli – 2:21 (Pagliuca-Tagliapietra)
3. Collage – 4:44 (Pagliuca-Tagliapietra)
4. Era inverno – 5:02 (Pagliuca-Tagliapietra)
5. Cemento armato – 7:12 (Pagliuca-Tagliapietra)
6. Sguardo verso il cielo – 4:17 (Pagliuca-Tagliapietra)
7. Morte di un fiore – 3:03 (Pagliuca-Tagliapietra)
8. Una dolcezza nuova – 5:29 (Pagliuca-Tagliapietra)
9. Gioco di bimba – 2:56 (Pagliuca-Tagliapietra)
10. La porta chiusa – 7:32 (Pagliuca-Tagliapietra)
11. Figure di cartone – 3:51 (Pagliuca-Tagliapietra)
12. Aspettando l’alba – 4:44 (Pagliuca-Tagliapietra)
13. Felona – 1:58 (Pagliuca-Tagliapietra)
14. La solitudine di chi protegge il mondo – 1:59 (Pagliuca-Tagliapietra)
15. Ritratto di un mattino – 3:29 (Pagliuca-Tagliapietra)
16. All’infuori del tempo – 4:10 (Pagliuca-Tagliapietra)
17. Frutto acerbo – 3:33 (Pagliuca-Tagliapietra)
18. India – 3:09 (Pagliuca-Tagliapietra)
19. La fabbricante d’angeli – 4:46 (Pagliuca-Tagliapietra)

Durata totale: 76:44
CD2
1. Sera – 3:10 (Pagliuca-Tagliapietra)
2. Amico di ieri – 3:18 (Pagliuca-Tagliapietra-Marton)
3. Primi passi – 3:29 (Pagliuca-Tagliapietra-Marton)
4. Immensa distesa – 3:51 (Pagliuca-Tagliapietra-Marton)
5. Canzone d’amore – 3:45 (Pagliuca-Tagliapietra)
6. È finita una stagione – 3:04 (Pagliuca-Tagliapietra)
7. In ottobre – 6:41 (Pagliuca-Tagliapietra)
8. Verità nascoste – 3:51 (Pagliuca-Tagliapietra)
9. Regina al troubadour – 6:42 (Pagliuca-Tagliapietra)
10. Storia o leggenda – 5:06 (Pagliuca-Tagliapietra)
11. Se io lavoro – 4:23 (Pagliuca-Tagliapietra)
12. Un angelo – 4:49 (Pagliuca-Tagliapietra)
13. Florian – 6:48 (Pagliuca-Tagliapietra)
14. Calipso – 3:49 (Pagliuca-Tagliapietra)
15. Fine di un viaggio – 4:57 (Pagliuca-Tagliapietra)
16. La mia sposa bianca – 3:46 (Pagliuca-Tagliapietra-Serafin)
17. Il treno – 3:52 (Pagliuca-Tagliapietra-Serafin)
18. Buona notte – 2:46 (Pagliuca-Tagliapietra-Serafin)

Durata totale: 78:07

## Formazione
- Tony Pagliuca – tastiera
- Aldo Tagliapietra – voce, basso, chitarra, violoncello
- Michi Dei Rossi – batteria, percussioni
- Tolo Marton -  chitarra (1975) / Germano Serafin -  chitarra (1976-80)